# エドゥアルド・モンドラーネ大学
エドゥアルド・モンドラーネ大学（えとぅあると・もんとらーね、英語: Eduardo Mondlane University、公用語表記: Universidade Eduardo Mondlane）は、マプートに本部を置くモザンビークの国立大学。1962年創立、1962年大学設置。大学の略称はUEM。

## 概要
1962年に「国立エドゥアルド・モンドラーネ高等学校」として創立される。本拠地は当時ポルトガル領東アフリカ首都ロレンソ・マルケス市。大学名は「Estudos Gerais Universitários de Moçambique」と呼ばれていた。1968年にロレンソ・マルケス大学（Universidade de Lourenço Marques）に改称した。
1975年にモザンビークがポルトガルから独立し、1976年2月3日に首都名がロレンソ・マルケス市からマプト市に変更されたのに伴い、独立戦争中に暗殺されたモザンビーク解放戦線（FRELIMO）の初代議長、エドゥアルド・モンドラーネにちなんで「エドゥアルド・モンドラーネ大学」に名称変更された。
現在は8,000人の学生が在籍する。学長は大学教授のブラザン・マズーラ（Brazão Mazula）である。

## 学部
- 農林部
- 建築部
- 自然部
- 法学部
- 経済学部
- 教育部
- エンジニアリング部
- 哲学社会学部
- 医学部
- 獣医学部